# تفريع السلطة
تفريع السلطة هو مبدأ التنظيم الاجتماعي الذي ينصّ على أنه يجب التعامل مع القضايا الاجتماعية والسياسية على المستوى الأكثر مباشرة (أو الأكثر محلية) بما يتّسق مع حلّها.
ولربما يُعرّف تفريع السلطة حاليًا على أنه مبدأ عام لقانون الاتحاد الأوروبي.

## تعريف
يعرّف قاموس أوكسفورد الإنكليزي تفريع السلطة على أنه «المبدأ الذي ينصّ على أن السلطة المركزية يجب أن يكون لها وظيفة فرعية، كي تؤدّي فقط تلك المهام التي لا يمكن تنفيذها على المستوى الأكثر محلية». هذا المفهوم قابل للتطبيق في القطاع الحكومي والعلوم السياسية وعلم النفس العصبي وعلم التحكم الآلي والإدارة والقيادة العسكرية (قيادة المهمّة). تفريع السلطة هو مبدأ عام في قانون الاتحاد الأوروبي. في الولايات المتحدة الأمريكية، مبدأ حقوق الولايات منصوصٌ عليه في الدستور. على الرغم من أن هذا المفهوم أقدم، وقد يعود تاريخه إلى كتابات فيلسوف القانون البروتستانتي الكالفيني يوهان ألتوسيوس في عام 1603، فإن التعبير عنه في مصطلح «تفريع السلطة» صاغته الكنيسة الكاثوليكية الرومانية لأول مرة في عام 1891 لتدريسها الاجتماعي.
يضيف قاموس أوكسفورد الإنكليزي (OED) بأن مصطلح subsidiarity باللغة الإنجليزية يتبع الاستخدام الألماني المبكر لـ Subsidiarität. وبصلةٍ أبعد، اشتُقّ من الفعل اللاتيني subsidio (يعين أو يساعد)، ومن الاسم subsidium (المساعدة) ذو الصلّة. وشُرِح المفهوم كما ذُكِر هنا رسميًا في التعليم الاجتماعي الكاثوليكي.

## النظرية السياسية
يمكن اعتبار دراسة أليكسيس دو توكفيل التقليدية، التي أدرجها في كتابه «الديمقراطية في أمريكا»، بمثابة دراسة لسريان مبدأ تفريع السلطة في أوائل القرن التاسع عشر في أمريكا. أشار دي توكفيل إلى أن الثورة الفرنسية بدأت من خلال «دفعةٍ باتجاه اللامركزية... وفي النهاية، امتداد للمركزية». كتب أن «اللامركزية، لا تتمتّع بقيمةٍ إدارية وحسب، بل تتمتّع أيضًا ببعدٍ مدني، لأنها تزيد من فرص المواطنين في الاهتمام بالشؤون العامّة؛ إنها تجعلهم معتادين على ممارسة الحرية. ومن تراكم هذه الحرّيّات المحلية والفعّالة والتي تُعنى بأدق التفاصيل، يتمخّض أكبر ثقلٍ موازن فعّال في مواجهة مطالبات الحكومة المركزية، حتى لو كانت مدعومةً بإرادة جماعية غير شخصية».
عندما تشكلت الأحزاب السياسية المسيحية الديمقراطية، تبنّت التعاليم الاجتماعية الكاثوليكية لتفريع السلطة، وكذلك التعليم اللاهوتي الكالفيني الجديد لسيادة النطاق، إذ اتفق البروتستانت والكاثوليك على حدٍ سواء على أن «مبادئ سيادة النطاق وتفريع السلطة يتمحوران حول الشيء ذاته».
يُستخدم مصطلح «تفريع السلطة» أيضًا للإشارة إلى عقيدة بعض أشكال الفكر المحافظ أو التحرّري في الولايات المتحدة. على سبيل المثال، كتب المؤلّف المحافظ ريد باكلي:
«ألن يتعلّم الشعب الأمريكي أبدًا، كمبدأ، أنه من الحماقة توقّع الكفاءة والاستجابة السريعة من الحكومة؟ ألا نراعي أبدًا مبدأ تفريع السلطة (الذي تربّى في كنفه آباؤنا)، أي أنه لا ينبغي لأي هيئة حكومية أن تفعل ما يمكن أن تفعله هيئة خاصّة على نحوٍ أفضل، وأنه لا ينبغي لأي هيئة حكومية رفيعة المستوى أن تحاول إنجاز ما تُنجزه هيئة ذات مستوىً أدنى يمكنها فعل ما هو أفضل -أي أن الحدّ الذي يُنتهك فيه تفريع السلطة، ستفشل الحكومة المحلية أولًا، وحكومة الولاية، ومن ثمّ الحكومة الفيدرالية بسبب عدم الكفاءة؟ علاوةً على ذلك، كلّما زاد عدد السلطات المستثمرة في الحكومة، وكلّما زادت صلاحيات التي تمارسها الحكومة، تراجع أداء الحكومة لمسؤولياتها الأساسية، والتي تتجلّى في: (1) الدفاع عن الكومنولث، (2) حماية حقوق المواطنين و (3) دعم النظام العادل».
أشار تقرير برنامج الأمم المتحدة الإنمائي لعام 1999 حول اللامركزية إلى أن تفريع السلطة يعتبر مبدأً مهمًّا. واقتبست تعريفًا:
تشير اللامركزية، أو اللامركزية في الحكم، إلى إعادة هيكلة أو إعادة تنظيم السلطة وبالتالي يكون هناك نظام للمسؤولية المشتركة بين مؤسسات الحكم على المستويات المركزية والإقليمية والمحلية وفقًا لمبدأ تفريع السلطة، وبالتالي تحسين الجودة والفعالية الشاملة لنظام الحكم، بالإضافة إلى زيادة سلطة وقدرات المستويات دون الوطنية.
وفقًا لريتشارد ماكروري، فالآثار الإيجابية لنظام سياسي/اقتصادي معيّن يحكمها مبدأ تفريع السلطة تشمل ما يلي:
- يمكن تجنّب أوجه القصور النُظمية للنوع الذي شوهد في الأزمة المالية 2007/2008 إلى حدٍّ كبير، لأن الحلول المتنوّعة للمشاكل الشائعة تساعد في تجنّب فشل النمط الشائع.
- يجري منح المبادرة الفردية والجماعية نطاقًا أقصى لحلّ المشكلات.
- يجري تجنّب المشكلة الأساسية المتمثّلة في الخطر الأخلاقي إلى حدٍّ كبير. على وجه الخصوص، يجري تجنّب المشكلة/المسؤولية المحيّرة للمبادرة المحلية الضامرة.

أورد أن الآثار السلبية للنظام السياسي/الاقتصادي الذي يحكمه مبدأ تفريع السلطة تتضمّن:
- عندما يعترف كيان سياسي أعلى، ولكن لا تعترف جميع الكيانات الفرعية، بمبدأ حقيقي للحرية، يمكن تأخير تطبيق هذا المبدأ على المستوى الأكثر محلية.
- عندما يعترف كيان سياسي أعلى بمبدأ اقتصادي فعّال حقًا، ولكن لا تعترف جميع الكيانات الفرعية، يمكن تأخير تطبيق هذا المبدأ على الأكثر محلية.

في المناطق التي يكون فيها للاستعمال المحلي للموارد المشتركة تأثير إقليمي واسع النطاق أو حتى عالمي، فقد يكون لمستويات السلطة الأعلى تفويض طبيعي لتحلّ محلّ السلطة المحلية.

## مقالات ذات صلة
- عابر للحدود